# Moses Allen
Moses Allen (30 de julio de 1907 – 2 de febrero de 1983) fue un bajista de jazz estadounidense.

## Carrera
Comenzó a tocar música profesionalmente en 1927 después de unirse a la banda de Jimmie Lunceford, donde tocaba la tuba.  Pasó al bajo en 1932 y permaneció con la orquesta de Lunceford hasta  El bajo de Allen fue un elemento clave en el influyente conjunto de Lunceford.  También fue uno de los primeros en experimentar con el bajo eléctrico.  Entre sus grabaciones más conocidas con Lunceford se encuentra la melodía In Dat Mornin.
Después de dejar la orquesta de Lunceford, abrió una tienda de música en la ciudad de Nueva York, tocando en conciertos ocasionales hasta la década de 1960. 
Murió en la ciudad de Nueva York en 1983.